# Сухая Атя (пещера)
Суха́я А́тя — пещера в Ашинском районе Челябинской области России. Находится
Геологический памятник природы Челябинской области.
Расположен на правом берегу реки Атя на окраине посёлка Сухая Атя выше слияния ручья Медвежьего и реки Атя, в 25 км к юго-востоку от города Аши Челябинской области. Объём пустот пещеры составляет 100 000 м³, площадь пола пещеры составляет 12 000 м². 
Карстовая пещера с подземными озёрами, сифонами, сталактитами, сталагмитами, глиняными такырами. Вход в пещеру расположен на правом берегу реки Атя, левого притока реки Ук, на высоте 4 метра над рекой и представляет собой арку шириной 25 метров и высотой 1,5 метра. Большинство гротов и галерей пещеры имеют вид широких залов и проходов с плоскими потолками и наклонными стенами.
В пещере зафиксирована самая большая колония летучих мышей, в том числе занесённых в Красную книгу Челябинской области. На территории памятника природы произрастают такие редкие виды растений, как дремлик тёмно-красный, шиверекия северная, первоцвет кортузовидный, костенец волосовидный.